# 段皇后 (安禄山)
段皇后（?—?），唐朝安史之乱中的大燕皇帝安禄山的第二个妻子。安禄山于唐朝天宝十五载（756年）称皇帝，改元圣武，段氏被立为皇后，虽然史书记载的并不清晰。《新唐书》称天宝六载，唐玄宗封安禄山妻段氏为国夫人；《资治通鉴》称段氏是安禄山的嬖妾；《旧唐书》没有提及段氏，只说安庆绪的母亲康氏是安禄山的元配。
天宝六载（747年），時以安禄山之妻段氏為正室，唐玄宗封安禄山妻段氏为国夫人；当时安禄山元配康氏还在世。国夫人与当时杨贵妃的姐妹平级。段氏聪明美貌，向来受安禄山宠爱，段氏生有一子安庆恩，是安禄山十一个儿子之一，不明次序，但不是前三。
天宝十四载（755年），安禄山在范陽（今北京）发动叛乱，年底占领洛阳。次年年初称大燕皇帝，史书没有说这时他立了皇后。唐玄宗杀死了在长安的康氏和安禄山长子安慶宗。康氏的儿子安庆绪是次子，不得父亲宠爱。安禄山喜爱段氏和安慶恩，想以安慶恩作继承人。圣武二年（757年）正月安禄山又病又瞎，脾气更加暴躁。安庆绪联络大臣嚴莊、宦官李豬兒，谋杀了安禄山。安庆绪即位，段皇后不知所终。